# Рудка (притока Циганки)
Рудка — річка в Україні у Чортківському районі Тернопільської області. Ліва притока річки Циганки (басейн Дністра).

## Опис
Довжина річки 14 км, похил річки 3,0 м/км, площа басейну водозбору 47,3 км². Формується декількома струмками та загатами.

## Розташування
Бере початок на південно-західній стороні від села Турильче в листяному лісі урочища Сапогівського Лісу. Тече переважно на південний захід через село Кривче і в селі впадає в річку Циганку, ліву притоку річки Нічлави.

## Цікаві факти
- Біля витоку річки пролягає автошлях Т 2002[3] (автомобільний шлях територіального значення в Тернопільській та Хмельницькій областях.)